# Cameron Shepherd
Pour les articles homonymes, voir Shepherd.
Pas d'image ? Cliquez ici

a Compétitions nationales et continentales officielles uniquement.

b Matchs officiels uniquement.
Dernière mise à jour le 19 septembre 2018.
 Cameron Shepherd, né le 30 mars 1984 à Windsor (Angleterre), est un joueur de rugby à XV australien qui dispute actuellement le Super 15 avec la Western Force. Il évolue aux postes de trois-quarts aile ou arrière (1,89 m pour 97 kg).

## Carrière

### En club
- 2004-2005 : New South Wales Waratahs
- 2006-2012 : Western Force

Il a disputé dix matchs de Super 12 avec les Waratahs en 2004 et huit en 2005.
En 2006, Shepherd est un des meilleurs réalisateurs du Super 14.

### En équipe nationale
Il a joué avec l’équipe d’Australie des moins de 21 ans (2003-05) et avec l’équipe A d’Australie (2004).

## Palmarès
- 78 matchs en Super Rugby dont 18 avec les Waratahs